# Sertão Paraibano
Sertão Paraibano è una mesoregione dello Stato di Paraíba in Brasile.

## Microregioni
È suddivisa in 7 microregioni:
- Cajazeiras
- Catolé do Rocha
- Itaporanga
- Patos
- Piancó
- Serra do Teixeira
- Sousa